# Пронцевич, Юлия Олеговна
Юлия Олеговна Пронцевич (род. 4 июня 1992, Ужур, Красноярский край) — российская спортсменка, чемпионка и призёр чемпионатов России по вольной борьбе, призёр чемпионата Европы и Кубка мира, мастер спорта России международного класса (26 июня 2017 года). Выступала в полусредней (до 60 кг), средней (до 63 кг) и полутяжёлой (до 67 кг) весовых категориях. Тренировалась под руководством Л. А. Карамчаковой и В. К. Райкова. Выступает за спортклуб ВВС (Красноярск). Член сборной команды страны с 2012 года.

## Спортивные результаты
- Чемпионат России по женской борьбе 2017 года — ;
- Чемпионат России по женской борьбе 2016 года — ;
- Гран-при Иван Ярыгин 2016 года — [2];
- Чемпионат России по женской борьбе 2015 года — ;
- Чемпионат России по женской борьбе 2014 года — ;
- Гран-при Иван Ярыгин 2014 года — ;
- Чемпионат России по женской борьбе 2013 года — ;
- Кубок России 2012 года — ;